# Ramusella paolii
Ramusella paolii är en kvalsterart som beskrevs av Ivan och Vasiliu 1999. Ramusella paolii ingår i släktet Ramusella och familjen Oppiidae. Inga underarter finns listade i Catalogue of Life.